# Miřetice u Nasavrk
Miřetice (deutsch Miřetitz, 1939–1945 Mirschetitz) ist eine Gemeinde in Tschechien. Sie liegt neun Kilometer nördlich von Hlinsko und gehört zum Okres Chrudim.

## Geographie
Miřetice befindet sich im Nordosten des Eisengebirges zwischen den Tälern der Bäche Ležák und Oběšinka. Südwestlich erheben sich die Bartošky (478 m n.m.).
Nachbarorte sind Bošov, Holčí und Račany im Norden, Havlovice und Dubová im Nordosten, Dachov im Osten, Tisovec im Südosten, Paseky, Nouzov und Včelákov im Süden, Majlant im Südwesten, Čekov im Westen sowie Švihov im Nordwesten.

## Geschichte
Miřetice entstand zum Übergang vom 12. zum 13. Jahrhundert während der Kolonisation des Eisengebirges durch das Kloster Podlažice. Die erste urkundliche Erwähnung des Ortes erfolgte 1325 als Besitz des Chotěbor von Miřetice. In Miřetice bestand eine Feste, die der Sitz des gleichnamigen Adelsgeschlechtes war. 1650 erwarb der Hauptmann des Chrudimer Kreises Hynek Talatzko von Gestetitz (Talacko z Ještětic) das Gut Miřetice und schlug es seinem Gut Přestavlky zu. Ab 1704 gehörte das Gut den Kolowrat-Liebsteinsky, ab 1717 Josef Bartholotti von Partenfeld und ab 1747 den Fürsten Auersperg.
Im Jahre 1835 bestand das im Chrudimer Kreis gelegene Dorf Miřetitz aus 26 Häusern, in denen 167 Personen, darunter eine israelitische Familie, lebten. Im Ort gab es einen Meierhof, ein Branntweinhaus, ein Wirtshaus, ein Forsthaus und eine Mühle mit Brettsäge. Pfarrort war Wčelakow. Ab 1837 ist der Abbau von Granit belegbar, zudem spielte zu dieser Zeit die Karpfenzucht eine bedeutende Rolle. Bis zur Mitte des 19. Jahrhunderts blieb Miřetitz dem Allodialgut Přestawlk untertänig.
Nach der Aufhebung der Patrimonialherrschaften bildete Miřetice ab 1849 mit den Ortsteilen Čekov und Dachov  eine Gemeinde im Gerichtsbezirk Nassaberg. Ab 1868 gehörte die Gemeinde zum politischen Bezirk Chrudim. Im Jahre 1900 lebten in den Dörfern Miřetice, Dubová und Havlovice bereits 1246 Menschen. Miřetice war damit das Dorf mit der höchsten Anzahl steuerpflichtiger Bewohner im ganzen Gerichtsbezirk.
Während der Zeit der deutschen Besetzung ermittelte die Gestapo nach dem Attentat auf den Reichsprotektor Reinhard Heydrich in Ležáky einen Unterschlupf von tschechoslowakischen Fallschirmjägern. Am 24. Juni 1942 wurde der Weiler von 500 Mann aus SS, Feldgendarmerie und Schutzpolizei unter Führung von Hauptsturmführer Gerhard Clages besetzt und niedergebrannt. Ein Jahr später wurden die Ruinen dem Erdboden gleichgemacht.
1981 erfolgte die Eingemeindung von Švihov einschließlich dessen Ortsteilen Bošov, Krupín und Krupínské Paseky. Heute ist mit 100 Arbeitsplätzen das Unternehmen Eltop Praha s.r.o. der größte Arbeitgeber im Ort. Seit 2004 führt die Gemeinde ein Wappen und Banner.

## Gemeindegliederung
Die Gemeinde Miřetice besteht aus den Ortsteilen Bošov (Boschow), Čekov (Tschekau), Dachov (Dachau), Dubová (Dubowa), Havlovice (Hawlowitz), Krupín (Krupin), Miřetice (Mirschetitz) und Švihov (Schwihau). Zu Miřetice gehören außerdem die Wohnplätze Cikánka, Dachovské Paseky, Havlovický Dvůr, Holčí, Janovičky, Krupínské Paseky, Majlant, Na Barboře, Na Kovárně, Na Perku (Berg), Na Požárech, Nouzov, Podbošovský Mlýn, Račany, Švihůvek, U Dubu, U Kapličky und V Dvoře sowie ein Teil der Wüstung Ležáky (Lezaky). Grundsiedlungseinheiten sind Bošov, Čekov, Dachov, Dachovské Paseky, Dubová, Havlovice, Holčí, Krupín, Krupínské Paseky, Majlant, Miřetice, Švihov und Švihůvek.
Das Gemeindegebiet gliedert sich in die Katastralbezirke Havlovice u Miřetic, Miřetice u Nasavrk und Švihov.

## Sehenswürdigkeiten
- Nationales Kulturdenkmal Gedenkstätte Ležáky
- Kapelle der hl. Dreifaltigkeit in Miřetice, erbaut 1761
- Engtal des Baches Ležák zwischen Ležáky und Miřetice
- Fischteiche Petráň, Hořička und Žďár bei Havlovice, Teil des Landschaftsschutzgebietes Eisengebirge
- Einödhof "Na Perku", zwei Kilometer nördlich, mit einer Sonnenuhr am Giebel
- Naturdenkmal Kovárenský rybník mit Moorwiese, nördlich des Ortes
- mehrere geflutete Granitsteinbrüche bei Švihov, Dubová und Dachov